# Ким Сонхо
Ким Сонхо (кор. 김선호?, 金宣虎?; род. 8 мая 1986, Сеул, Республика Корея) — южнокорейский актёр. Наиболее известен по ролям в телесериалах «Стартап» (2020) и «Приморская деревня Ча-ча-ча» (2021). Он дебютировал на большом экране в главной роли в нуар-фильме Пак Хун Чжуна «Наследник». Игра Кима в роли аристократа получила признание критиков, что привело к его победе в номинации «Новый актер» на кинопремии Buil Film Awards и 59-й церемонии вручения кинопремии «Большой колокол» соответственно.

## Ранняя жизнь и образование
Ким Сонхо родился 8 мая 1986 года в Сеуле. Он описывает себя как замкнутого и неуверенного в себе человека в детстве и подростковом возрасте, что он связывает с травматическим инцидентом в детстве. Во время ограбления дома его мать получила ножевое ранение, а Ким чудом избежал нападения, спрятавшись под своей кроватью. Он постепенно преодолел эту травму благодаря актерскому мастерству, поступив в актерскую академию на третьем году средней школы.
После окончания средней школы Ким учился в Сеульском институте искусств, где получил степень на факультете телерадиовещания и развлечений. Во время учебы он присоединился к театральному клубу своего кампуса Theatre Art Research Society. В театральном клубе Ким начал играть в таких пьесах, как «Мой город», «Чайка» и «Жена Чунпуна».
Ким прошел обязательную военную службу в 2007 году, еще до своего дебюта в качестве актера. Он служил помощником инструктора в армейском учебном центре Нонсан, а позже перешел на государственную службу. Служба в армии расширила его мировоззрение.

## Карьера

### 2009—2016: Работа в театре
«»Первой профессиональной ролью Кима на сцене стала открытая постановка «Новый Боинг-Боинг» (экранизация одноименной французской пьесы) в 2009 году, которую он повторил в 2013 году. В 2012 году Ким сыграл роль доктора Ватсона в корейской постановке пьесы Уильяма Джиллетта «Шерлок Холмс». В конце 2013 года Ким получил главную роль в пьесе «Слова, которые я не мог произнести в течение 7 лет», автором сценария и режиссером которой был Пак Чжон Ин, в Daehakro Moonlight Theater. В марте 2014 года Ким повторил свою роль в Figaro Art Hall в Чжунгу, Ульсан.
Осенью того же года Ким получил тройной актерский состав в 10 сезоне спектакля Aligator Theater Company «Домашний кот на крыше». Ким получила роль главного героя Ли Кен Мина, обойдя около 200 претендентов на участие в открытом прослушивании. Затем он был повторял роль для 11-го и 12-го сезонов. В 2015 году он получил еще одну главную роль в пьесе театральной компании Aligator «Цель любви». Обе пьесы являются популярными Дэхакро (сравнимыми с офф-бродвейскими), романтическими комедийными постановками на открытом воздухе.
Позже он расширил свой репертуар более мрачными ролями в малотиражных постановках Aligator Theater Company. В 2015 году Ким прошел прослушивание на роль Остина в корейском возрождении знаменитого фильма Сэма Шепарда «Настоящий Запад» режиссера О Ман Сока. Он был выбран на роль Остина вместе с Ли Хен Уком и Мун Сон Иром. Они поочередно снимались вместе с Чон Сок Хо, Ким Чжун Воном и Ли Дэ Илем, который сыграл старшего брата Остина – Ли. По данным Interpark, пьеса заняла первое место по продажам театральных билетов в то же время, когда была открыта продажа билетов. Спектакль шел в University Road A Art Hal с 13 августа по 1 ноября. Также в 2015 году он сыграл Валентина в корейской сценической адаптации пьесы Мануэля Пуига «Поцелуй женщины-паука» в Art One Theater в Сеуле. Ким добился незначительного успеха и получила прозвище «театральный идол».
В 2016 году Ким бросил вызов самому себе, пройдя прослушивание на несколько ролей в постановке Theater Ganda по одноименной пьесе Джона Кариани «Почтигород». Ким был выбран после того, как преодолел конкурсный коэффициент 200 к 1 и с апреля выступала в составе второй команды 2012. Также в 2016 году Ким сыграл в двух совместных спектаклях с Aligator Theater Company. Он повторил свою роль Остина. Затем в 2016 году вышло возрождение хита «Ближе» Патрика Марбера, в котором он играл вместе с Пэ Сон У, Со Хен У, Ким Со Чжин и Пак Со Дам. Его «взрывная энергия» на сцене принесла ему признание критиков. В ноябре 2016 года Ким присоединился к постановке Пак Дон Ука «Голос тысячелетия». Постановкой спектакля занималась театральная компания Space to Create, основанная Ан Хек Воном и Чон Сок Хо. Спектакль, поставленный режиссером Пак Сон Хи, шел с 5 ноября по 31 декабря в Dongsoong Art Center Dongsoong Small Theater.

### 2017―2019: Дебют  на телевидении
Ким дебютировал на экране в начале 2017 года в офисной драме канала KBS2 «Хороший менеджер», после прослушивания по предложению продюсера Ли Ын Чжина, который наблюдал за его игрой в пьесе «Ближе». Следующий проект Кима «Самый сильный курьер», в котором он изначально проходил прослушивание на роль второго плана, ознаменовал его первое появление на маленьком экране в главной роли. Обе роли принесли ему номинации на премию KBS Drama Awards 2017 в категории «Лучший новый актер».
Позже, в 2017 году, Ким снялся вместе с Чо Джон Соком в боевике телеканала MBC «Два копа» в роли хитрого афериста. Первоначально он пробовался на роль второго плана, однако режиссер после повторного просмотра его видео для прослушивания повысил его до второй главной роли в дораме. За свою игру Ким получил две награды на MBC Drama Awards 2017. Пока дорама еще выходила в эфир, он повторил свою роль Валентина в спектакле «Поцелуй женщины-паука», сыгранном на бис.
«На этот раз я понял, что он невероятно великий актер. Он скромный, очень разумный, сообразительный и эмоционально насыщенный. Я думаю, что он очень хороший актер». Он засмеялся и сказал: «Он напоминает мне меня, когда я был новичком».
[Об актерском мастерстве Ким Сон Хо] «Это проявлялось в очень тонких вещах. Сон Хо всегда хорош в актерской игре, но бывают моменты, когда он переключается с широких мазков на детализированные, отточенные вдохи. Если работать только широкими мазками, это может стать монотонным или одномерным, но он развивает свое дыхание и передает его другим. Сон Хо обладает этой способностью, и я думаю, что у нас также была хорошая химия.»— Чо Джон Сок об игре Ким Сонхо в фильме «Два копа» (2017), интервью No Cut News, 
В 2018 году Ким сыграл главную роль художниrf в дjраме «Ты сводишь меня с ума!», которая вышла в эфир в мае в четырех эпизодах. В апреле того же года он также снялся в исторической дораме «Муж на 100 дней» в роли Чон Чжэ Юна, гениального янбана с более низким статусом, незаконнорожденного сына наложницы. Его персонаж также страдал прозопагнозией. Это была его первая историческая дорама, и сериал стал одним из самых рейтинговых сериалов в истории корейского кабельного телевидения. В сентябре того же года Ким присоединился к S.A.L.T. Entertainment после расторжения его контракта с Aligator Theater Company.
В марте 2019 года Ким сыграл начинающего певица в комедийном сериале телеканала JTBC «Смех в «Вайкики»». Он присоединился к новым актерам Син Хен Су, Ан Со Хи, Мун Га Ен и Ким Е Вон. Кроме того, Ли И Ген из первого сезона также присоединился ко второму сезону. Позже, в октябре 2019 года, Ким снялась в криминальной дораме канала tvN «Поймать призрака» вместе с опытной актрисой Мун Гын Ен. Это стало его второй главной ролью в полнометражном сериале после «Смех в «Вайкики»». 5 ноября 2019 года Ким присоединился к актерскому составу четвертого сезона реалити-шоу KBS2 «2 дня и 1 ночь» и получил награду «Новичок года» на церемонии вручения премии KBS Entertainment Awards 2020 за его работу в шоу.
В своем последнем проекте 2019 года Ким появился в пьесе «Память во сне». В очередной раз он продемонстрировал свою способность продавать билеты, поскольку все билеты на эпизоды, в которых он появился - первый, второй и третий раунды — были распроданы в течение пяти минут после открытия кассы. Ким дал в общей сложности 33 представления, собрав около 4700 театральных зрителей.

### 2020—2022: Прорыв, массовый успех и возвращение в театр
Ким вернулся на малый экран в октябре 2020 года в дораме tvN «Стартап». Роль Хан Чжи Пхена, начинающего инвестора с трагическим прошлым, была хорошо воспринята зрителями. Во время показа «Стартапа» Ким возглавил ежемесячный рейтинг репутации бренда, составляемый Корейским институтом бизнес-исследований, и пережил всплеск популярности как внутри страны, так и за рубежом. Он получил признание критиков и выиграл премию «Пэксан» 2021 года в номинации «Самый популярный актёр» и номинацию на «Лучшая мужская роль второго плана — телевидение». Хан Чжи Пхен также был выбран одним из персонажей года по версии Seoul Drama Awards 2021.
Изображение Кимом Хан Чжи Пхена также получило высокую оценку за то, что оно опровергло стереотипы о совершеннолетних сиротах. The Beautiful Foundation, некоммерческая организация, основанная в августе 2000 года с целью распространения зрелой филантропической культуры и поддержки соседей в общественной и общественно-полезной деятельности, выразили свою признательность, отправив Ким личное письмо и подарок. В 2022 году Хан Чжи Пхен был удостоен 2-го места в конкурсе фонда Eighteen Adults Award, который присуждается лучшему взрослому персонажу в корейской дораме.
Он вернулся в театр в январе 2021 года в пьесе Чан Чжина «Лед», в которой он сыграл детектива, пытающегося обвинить молодого человека в убийстве. Спектакль шел в театре "S", Центре исполнительских искусств Седжон. Сообщалось, что в то же время, когда была открыта продажа билетов, все билеты на выступления Ким Сон Хо были распроданы.
Играя на сцене, мы можем взаимодействовать со зрителями вживую, поэтому сразу узнаем их реакцию. Я думаю, зрители тоже вносят свой вклад в спектакль, потому что их смех или даже звук их дыхания побуждают нас к следующему шагу или к чему-то большему. Это было восторженное чувство, которое я не могу забыть.Ким Сонхо о том, почему он решил вернуться в театр, в интервью Elle Singapore, 
Ким сотрудничал с Epitone Project, выпустив сингл «Reason» 8 мая 2021 года, который он спел и написал в соавторстве, ранее появившись в музыкальном клипе последнего. Это был подарок-сюрприз, который Ким приготовил для своих поклонников, выразив свои чувства через текст песни и музыкальное видео. 16 мая 2021 года Ким повторил свою роль детектива Ли Чжон Рёля совместно с опытным актером Чон Ун Ином в специальном спектакле на бис «Лед» в качестве второго представления из серии «2021 Play Ten Thousand Won Series», в Центре искусств Соннам.
Я настоятельно рекомендую своим младшим коллегам попробовать себя в постановке. Нужно пробовать выступать на сцене, когда ты еще не созрел (не отшлифован), чтобы потом у тебя могло получиться лучше. Если вы посмотрите на Сонхо, который решил выступать на сцене в то время, когда его ценность зашкаливала, я думаю, что у него отличный склад ума. Я думаю, он знает, каково это, потому что сам играл на сцене. Я думаю, что хорошо много выступать на сцене, когда тебя еще никто не знает. Тогда тебе нечего будет бояться.Чон Ун Ин о своих чувствах по поводу совместной работы с Ким Сон Хо, Digital Chosun,
В августе 2021 года он снялся в драме телеканала tvN «Приморская деревня Ча-ча-ча» вместе с Син Миной, где сыграл официально безработного, но опытного рабочего на все руки в приморской деревне Гончжин. Транслировавшийся на tvN и Netflix, сериал стал хитом как внутри страны, так и за рубежом, его зрительские рейтинги достигли пика в 13,322%, и впоследствии он стал одним из самых рейтинговых телесериалов в истории корейского кабельного телевидения. В сентябре 2021 года, во время показа «Приморская деревня Ча-ча-ча», Ким вновь возглавил рейтинг репутации бренда Корейского института бизнес-исследований (Korean Business Research Institute). По данным Good Data Corporation, Ким возглавлял актерскую категорию в категории «Актуальность на телевидении» с 3-й недели августа по 4-ю неделю сентября, с 1-й по 2-ю неделю октября, и занял второе место на пятой неделе сентября 2021 года. Сериал получил положительные отзывы критиков.
Главная роль Син Мины в роли Хе Чжин и Ким Сонхо в роли шефа Хона - это то, что связывает сериал воедино. Их притягательное взаимодействие на экране сродни взаимодействию Джулии Робертс и Ричарда Гира в фильме Красотка.Мэтт О'Нил, 
В декабре 2021 года он занял первое место в номинации «Телевизионный актер года в Корее» по версии Gallup Korea. Он также приступил к съемкам полнометражного фильма режиссера Пак Хун Чжуна «Наследник», что стало дебютом Кима на большом экране. Первое чтение сценария состоялось 3 декабря 2021 года, а основные съемки начались 10 декабря 2021 года. 31 марта 2022 года Ким отправился в Таиланд на съемки фильма.
Было объявлено, что Ким вернется в театр в мае 2022 года, приняв участие в третьей части The 9th Best Plays Festival «Прикосновение к пустоте Дэвида» Грейга. Пьеса основана на реальной истории о выживании двух британских альпинистов, Джо Симпсона и Саймона Йейтса. Ким снялся в трех ролях вместе с Шин Сон Мином и Ли Хви Чжоном в роли Джо Симпсона. Корейская премьера, поставленная режиссером Ким Дон Ен, состоялась в Art One Theater 2 в Тэханно с 8 июля по 18 сентября 2022 года. Согласно сообщениям Interpark, билеты на выступления Кима в театре на 250 мест были полностью распроданы. В знак признания его актерской игры Ким был номинирован на премию Interpark Golden Ticket Awards за лучшую мужскую роль в пьесе в апреле 2023 года. После окончания спектакля Ким пожертвовал всю сумму своего театрального гонорара организации по оказанию помощи пострадавшим от стихийных бедствий.

### 2023–настоящее время: дебют на большом экране, театральная постановка и возвращение в индустрию развлечений
Кинодистрибьютор Acemaker Movieworks объявил в январе 2023 года, что основные съемки нео-нуарного сериала-боевика «Проект «Тиран»» начались 2 января. Это вторая совместная работа Кима с режиссером Пак Хун Чжоном и актером Ким Кан У, и первая - с актером Чха Сын Воном.
В июне 2023 года Ким вернулся на малый экран, сыграв главную роль в новом сериале под условным названием «Мангнайн» (в буквальном переводе «Пользователь сети»), снятом известным режиссером Ким Джи Уном. В сообщениях прессы указывалось, что работа над сценарием сериала успешно завершена и съемки должны начаться в конце июня. До этого, на мероприятии «Yong Film Night» 7 декабря 2022 года, было объявлено, что Ким Чжи Ун станет сорежиссером сериала ОТТ вместе с Пак Бо Рамом. Сериал представляет собой экранизацию криминального романа гонконгского писателя Чан Хо Кея «Вторая сестра». Yong Film продюсирует сериал в сотрудничестве со студией Anthology и SK Global Entertainment.
В том же месяце, 21 июня 2023 года, в Южной Корее, а также в Индонезии и на Тайване был показан фильм «Наследник». Роль аристократа, сыгранная Кимом в его дебютном фильме, получила признание критиков, что привело к его получению премий в номинации «Новый актер» Buil Film Awards и 59-й премии «Большой колокол» соответственно. В декабре 2023 года Ким был номинирован в категории «Новый актер», а также получил награду «Популярная звезда Чон Чон Вон» на 44-й кинопремии «Голубой дракон» вместе с актерами Чо Ин Соном и Сон Чжун Ки, и Пак Бо Ен. Он также был номинирован в категориях «Самый популярный актер» и «Лучший новый актер» на 60-й церемонии вручения премии «Пэксан» в следующем году.
Ким вернулся на сцену в постановке под названием «Осознай счастье». Объявление об участии Ким в постановке было сделано компанией S.A.L.T. Entertainment 4 июля 2023 года. 20 октября 2023 года Content Haap объявила, что Ким, Ли Дон Ха и Ан У Ен получили тройной актерский состав в сериале для роли Ким У Чжина, персонажа, стремящегося стать фотографом. Ким, ранее игравший роль Иден в оригинальной постановке пьесы под названием «Воспоминание во сне», стал Ким У Чжин, когда пьеса была переведена на корейский язык. В актерском составе также были Ким Сыль Ги и Ким На Ен в роли Ли Ын Су.; Им Чхоль Су, Ли Си Хен и Чхве Чжон Хон в роли Чжон Чжи Ен; а также Ли Чжи Хэ и О Се Ми в роли Со Тхэ Ен. Пьеса была показана с 5 декабря 2023 по 18 февраля 2024 года. Ким в очередной раз продемонстрировал свою кассовую привлекательность, поскольку все билеты на эпизоды, в которых он появился, были полностью распроданы.
19 февраля 2024 года «Проект «Тиран»» с Ким в главной роли был представлен как линейка Disney+ 2024. Представитель сериала сообщил прессе, что, хотя «Проект «Тиран»» изначально предназначался для показа в кинотеатрах, позже в процессе редактирования он был преобразован в четырехсерийный сериал. Решение превратить его в сериал-ОТТ было принято для того, чтобы эффективно продемонстрировать индивидуальное обаяние каждого персонажа и подчеркнуть режиссерский опыт Пак Хун Чжона с помощью характерных и впечатляющих сцен. Он будет выпущен на Disney+ во второй половине этого года.
26 февраля 2024 года компания R&D (D-Label) объявила, что сингл Дэсона «Falling Slowly» выйдет в марте. Ким и Мун Га Ен подтвердили свое участие в съемках музыкального клипа, режиссером которого выступил Хон Чжон Чан. Тизерные изображения с участием актеров были опубликованы в социальных сетях Дэсона. Сингл был выпущен 5 марта в 18:00 на различных музыкальных онлайн-платформах.
28 февраля 2024 года S.A.L.T. Entertainment объявили, что Ким появится в качестве гостя во 2 сезоне сериала «Брат Мукбо». Шоу, ведущими которого являются Ким Чжун Хен и Мун Се Юн, является результатом сотрудничества E Channel и SBS Plus, премьера которого состоялась 25 марта. До анонса Ким, а также ведущие и съемочная группа шоу были замечены в Таиланде. Ким снялся в качестве приглашенной звезды в первых четырех эпизодах шоу, исследуя Чиангмай и Чиангдао. Они наслаждались местной кухней, посещали ночные рынки и надевали традиционную тайскую одежду во время экскурсии по дворцу. У них также была возможность встретиться с Сангдуэн «Лек» Шайлерт и пообщаться со слонами в природном парке слонов, одним из основателей которого она была. В последний день их пребывания в во время поездки Ким и Ким Чжун Хен пообедали вместе с тайскими знаменитостями Мавином Тавифоном и Пиявади Малинонтом.
8 апреля Ким неожиданно появился на японской премьере, присоединившись к корейскому культурному журналисту Масаюки Фуруе для приветствия на сцене, на котором присутствовало около 600 человек. Кроме того, в кинотеатрах Marunouchi Piccadilly в Синдзюку, Токио, и Namba Parks Cinema в Осаке была организована выставка, на которой были представлены костюмы Кима для фильмов. Выставка откроется 12 апреля, что приурочено к выходу фильма в прокат, который также начался в тот же день.
30 апреля S.A.L.T. Entertainment объявили, что Ким выпустит поп-песню «Miracle» на различных музыкальных онлайн-платформах. Слова песни, выражающие благодарность фанатам, были написаны Ким в соавторстве с автором текстов Ким Чжи Хян. Композиция песни была написана в сотрудничестве Со Чжон Чжин, Голд Ду Хен и Keeproots. Перед официальным релизом Ким удивил своих поклонников, исполнив предварительно выпущенную песню «Miracle» во время своего азиатского тура «2024 Kim Seon-ho Color+Full» в Бангкоке, Таиланд, 3 февраля 2024 года. Песня также получила положительные отзывы, когда была исполнена во время его следующих остановок в Токио, Осаке и Маниле в апреле.

## Продвижение
После роста его популярности в 2020 году Ким Сонхо был выбран в качестве лица различных брендов в Южной Корее и Юго-Восточной Азии. Его работы были представлены в таких областях, как одежда, электроника, косметика, продукты питания, электронная коммерция и многое другое. Некоторые из брендов, поддержанных Кимом, достигли рекордных продаж в 2021 году; это получило название «Эффект Ким Сонхо», что объясняется быстрым ростом его популярности как в Южной Корее, так и за рубежом.
В мае 2021 года Ким снялся в специальном видеоролике для «2021 P4G Seoul Summit», первого в Южной Корее многостороннего саммита по окружающей среде. В видеоролике он представил проект венчурной компании по поддержке солнечных панелей в Африке. Видео было выпущено на Naver TV, KakaoTV и YouTube-канале Korea Blue House.
Осенью 2022 года Ким посетил офлайн-мероприятия для брендов, которые он представляет, в том числе мероприятие по раздаче автографов фанатам, организованное Asiado Co, Ltd., компанией, создающей бренд Miima Mask. Мероприятие состоялось в поп-ап магазине в Каннаме 12 ноября 2022 года и было направлено на то, чтобы выразить признательность покупателям, которые поддерживали Кима и бренд. В октябре у фанатов была возможность подать заявку через официальный онлайн-магазин, и 100 победителей были выбраны случайным образом.
В апреле 2023 года Ким был выбран в качестве эксклюзивной модели для корейского спортивного бренда Ballop, который провел с ним рекламную кампанию под названием Always with me.
Вскоре после этого, в мае, Ким подписал эксклюзивный контракт в качестве представителя тайского бренда чайного гриба Teacha. 5 мая 2023 года бренд организовал специальное мероприятие под названием «Эксклюзивное мероприятие Teacha с Ким Сон Хо» в Бангкоке, Таиланд, где у Кима была возможность встретиться как с прессой, так и со своими тайскими поклонниками.
В июле того же года филиппинский модный бренд Bench представил Ким в качестве одного из своих глобальных послов, присоединившись к списку других азиатских суперзвезд. Это объявление совпало с 35-летием бренда. Ким принял участие в мероприятии, организованном Bench, которое состоялось 22 июля в Araneta Coliseum в Маниле. Мероприятие собрало более 6000 поклонников, а одежда, которую Ким носил по прибытии, была быстро распродана. Контент, связанный с Кимом и брендом, стал популярной темой в социальных сетях реального времени, таких как SNS X на Филиппинах.
В феврале 2024 года появились сообщения о том, что филиппинский продовольственный бренд NutriAsia UFC выпустит линейку кулинарных смесей в корейском стиле, а Ким выступит ее индоссантом. Ким также сотрудничал с UFC во время своего азиатского тура в Маниле «Color+Full», который состоялся 13 апреля 2024 года в SM Mall of Asia Arena. В мае 2024 года тайский бренд Dr. Pong назначил Кима своим первым представителем для продвижения продуктов по уходу за кожей. Множество поклонников Ким стало ключевым фактором в принятии этого решения. Используя популярность и влияние Кима, бренд стремился повысить узнаваемость, увеличить продажи и создать сильный имидж бренда.

## Публичный имидж
17 октября 2021 года пользователь, назвавшаяся бывшей девушкой «Актера К» (позже выяснилось, что это Ким), выступила на корейском интернет-форуме с обвинениями в том, что актер принудил ее сделать аборт, пока они встречались. 20 октября 2021 года, в свете заявлений своей бывшей девушки, Ким принес публичные извинения через свое агентство. По мере распространения сообщений с обвинениями от бывшей девушки, многие рекламодатели приостановили кампании с участием Кима, которые, по данным Korea's Daily, включали популярные международные бренды, такие как американская сеть пиццерий и японский бренд фотоаппаратов. Ким ушел из постоянного актёрского состава развлекательного шоу KBS «2 дня и 1 ночь» и впоследствии ушёл из кинопроектов «Собачьи дни» и «Сумасшедшая красотка».
20 октября 2021 года бывшая девушка Кима опубликовала новое заявление, в котором сообщила, что Ким извинился перед ней лично; она также заявила, что между ними были недоразумения, и выразила раскаяние в непреднамеренном причинении ущерба. 26 октября 2021 года южнокорейское СМИ опубликовало доказательства, опровергающие обвинения бывшей подруги Кима, ссылаясь на источники от близких знакомых обеих сторон; в отчете был сделан вывод, что решение об аборте было обоюдным, что Ким поддерживал его на протяжении всего процесса, и что пара рассталась в следующем году из-за сомнительных обстоятельств, связанных с бывшей девушкой. После новых сообщений семь компаний возобновили рекламу с участием Кима. Съемочная группа фильма «Потомок» также объявила о своем решении сохранить Кима в качестве исполнителя главной роли.

## Благотворительность
В июне 2018 года Ким принял участие в Ice Bucket Challenge – кампании по сбору средств, проводимой американской ассоциацией по борьбе с БАС для разработки методов лечения БАС и оказания помощи пациентам.
27 января 2021 года агентство Кима S.A.L.T. Entertainment подтвердило, что он пожертвовал 100 миллионов вон (приблизительно 90.300 долларов) Корейскому фонду борьбы с детской лейкемией (KCLF). Его агентство заявило: «В обмен на поддержку и любовь, которые он получал от многих людей, он пожертвовал деньги в надежде, что это может хоть немного помочь детям и их семьям, которые переживают трудные времена».
В сентябре 2021 года Ким совместно с Марко Рохо участвовал в «Happy Bean Special Funding Project» по сбору средств для улучшения жилищных условий пожилых людей. Через три дня после открытия фонда, 3 сентября, сбор средств превысил 100 миллионов вон, превысив целевую сумму на 3600%.
В феврале 2022 года стало известно, что Ким пожертвовал Фонду KCLF 50 миллионов вон в середине декабря прошлого года. Сумма пожертвования первоначально не разглашалась по просьбе Кима. Его агентство заявило: «Мы знаем, что это было сделано лично им, потому что он хотел как-то помочь». В сентябре 2022 года через Корейскую ассоциацию помощи пострадавшим от стихийных бедствий «Мост Надежды» Ким пожертвовал всю сумму своего театрального гонорара за спектакль «Прикосновение к пустоте», чтобы помочь жертвам тайфуна Хиннамнор.
В декабре 2022 года Ким провел свою первую офлайн-встречу с фанатами под названием «2022 Kim Seon-ho Fan Meeting: раз, два, три, улыбнись» в зале Дэян университета Седжон в Сеуле 10 и 11 декабря. В мае 2023 года председатель Корейского красного креста Шин Хи Ен (Shin Hee-young) объявил, что Ким пожертвовал 100 миллионов вон из средств, собранных на его фан-митинге, на поддержку выросших сирот. Это пожертвование было сделано 8 мая 2023 года, что совпало с днем рождения Кима и Международным днем Красного Креста и Полумесяца. Средства были распределены на основе голосования поклонников Кима.
В следующем году Ким провел свою первую в 2023 году встречу с фанатами «Азиатский тур Ким Сон Хо 2023: раз, два, три, улыбнись!», на которой присутствовало более 40.000 международных фанатов. Турне включало в себя остановки в Маниле в январе, Бангкоке в феврале, Гонконге в апреле, Токио и Тайбэе в мае, Джакарте в июне, Куала-Лумпуре в августе и Сингапуре в сентябре. 8 мая 2024 года Корейский Красный Крест объявил, что Ким пожертвовал 100 миллионов вон из доходов от его турне по Азии в 2023 году будут направлены на помощь молодежи. Средства были выделены на основе процесса голосования среди поклонников Кима, «Сонхохада». Пожертвование направлено на поддержку стареющей молодежи в их подготовке к самостоятельности и стремлении к новым начинаниям и мечтам. Прошлогоднее пожертвование в размере 100 миллионов вон было использовано Корейским Красным Крестом для оказания существенной поддержки 146 молодым людям, включая предметы первой необходимости, учебные пособия, оплату экзаменов, медицинские расходы и улучшение условий их жизни. Это также включало в себя программу оздоровительного лагеря для обеспечения их психического благополучия. Пожертвования в этом году будут направлены в такие области, как экономика, эмоции и здоровье, для оказания практической помощи в подготовке к самостоятельности.

## Фильмография

### Кино
| Год  | Название  | Роль     | Ист.    |
| ---- | --------- | -------- | ------- |
| 2023 | Наследник | Nobleman | [ 163 ] |

### Телевидение
| Год       | Название                    | Роль         | Примечания         | Ист.    |
| --------- | --------------------------- | ------------ | ------------------ | ------- |
| 2017      | Хороший менеджер            | Сун Санг-тхэ |                    | [ 164 ] |
| 2017      | Самый сильный курьер        | О Джин Кю    |                    | [ 165 ] |
| 2017–2018 | Два копа                    | Гон Су Чан   |                    | [ 166 ] |
| 2018      | Ты сводишь меня с ума!      | Ким Рэ-ван   | Drama Special      | [ 167 ] |
| 2018      | Ваш помощник по дому        | Ен Чжун      | камео, 2-й эпизод  | [ 168 ] |
| 2018      | Муж на 100 дней             | Чон Чжэ Юн   |                    |         |
| 2018      | Feel Good to Die            | Ким Мин Хек  | камео, 4-й эпизод  | [ 169 ] |
| 2019      | Смех в «Вайкики»            | Ча Ву-сик    |                    |         |
| 2019      | Поймать призрака            | Го Чжи Сок   |                    | [ 46 ]  |
| 2020      | Отыщи меня в своей памяти   | Со Гван Чжин | камео, 1-й эпизод  | [ 170 ] |
| 2020      | Стартап                     | Хан Чжи-Пхен |                    | [ 51 ]  |
| 2021      | Только вперед!              | Ким Сан Хо   | камео, 16-й эпизод | [ 171 ] |
| 2021      | Приморская деревня Ча-ча-ча | Хон Дусик    |                    | [ 172 ] |

### Веб-сериалы
| Год  | Название                        | Роль          | Примечания            | Ист.            |
| ---- | ------------------------------- | ------------- | --------------------- | --------------- |
| 2024 | Проект «Тиран»                  | Директор Чхве |                       | [ 173 ] [ 174 ] |
| 2025 | Когда жизнь даёт тебе мандарины | Пак Чун Соп   | Специальное появление | [ 175 ] [ 176 ] |
| 2025 | Можно ли перевести эту любовь?  | Чжу Хо Чжин   |                       | [ 177 ] [ 178 ] |
| TBA  | Отписка                         | N             |                       |                 |
| TBA  | Наваждение                      | Юн И Хо       |                       | [ 179 ]         |

### Телешоу
| Год       | Название           | Роль                     | Примечания             | Ист.    |
| --------- | ------------------ | ------------------------ | ---------------------- | ------- |
| 2019–2021 | 2 дня и 1 ночь     | Главный актёрский состав | Сезон 4 (Эпизоды 1–95) |         |
| 2020      | MBC Gayo Daejejeon | Ведущий                  | с Им Юной и Чан Сон Гю | [ 180 ] |

### Музыкальные клипы
| Год  | Название                             | Артист(ы)       | Ист.            |
| ---- | ------------------------------------ | --------------- | --------------- |
| 2020 | «Sleepless» (Vocals by Younha)       | Epitone Project | [ 181 ]         |
| 2021 | «Reason» (Vocals by Kim Seon-ho)     | Epitone Project | [ 62 ]          |
| 2024 | «Falling Slowly» (Vocals by Daesung) | Daesung         | [ 182 ] [ 183 ] |
| 2024 | «Miracle» (미라클)                   | Ким Сонхо       | [ 184 ]         |

## Дискография

### Синглы
| Название                                                                                | Год  | Наивысшая позиция в чарте | Альбом                 | Ист.    |
| Название                                                                                | Год  | KOR Hot                   | Альбом                 | Ист.    |
| --------------------------------------------------------------------------------------- | ---- | ------------------------- | ---------------------- | ------- |
| «Waikiki (Actors Ver.)» (with Lee Yi-kyung, Shin Hyun-soo)                              | 2019 | —                         | Смех в «Вайкики» 2 OST | [ 186 ] |
| «Reason» (너라는 이유) (Epitone Project; Вокал Ким Сонхо)                               | 2021 | 89                        | Non-album single       | [ 62 ]  |
| «Miracle» (미라클) (Авторы текста: Ким Сонхо и Ким Чжи Хян)                             | 2024 | н/д                       | Non-album single       | [ 187 ] |
| "—" означает запись, которая не попала в чарты или не была выпущена на этой территории. |      |                           |                        |         |

## Награды и номинации
| Награда                          | Год  | Категория                                                  | Работа/Номинант                         | Результат | Ист.            |
| -------------------------------- | ---- | ---------------------------------------------------------- | --------------------------------------- | --------- | --------------- |
| Asia Artist Awards               | 2020 | Лучшие эмоции – Актёр                                      | Ким Сонхо                               | Победа    | [ 188 ]         |
| Asia Artist Awards               | 2020 | Награда за популярность – Актёр                            | Ким Сонхо                               | Номинация | [ 189 ]         |
| Asia Artist Awards               | 2021 | RET Награда за популярность – Актёр                        | Ким Сонхо                               | Победа    | [ 190 ] [ 191 ] |
| Asia Artist Awards               | 2021 | U+Idol Live Награда за популярность – Актёр                | Ким Сонхо                               | Победа    | [ 192 ]         |
| Asia Artist Awards               | 2022 | Знаменитость Азии – Актёр                                  | Ким Сонхо                               | Победа    | [ 193 ]         |
| Asia Artist Awards               | 2022 | Лучший выбор – Актёр                                       | Ким Сонхо                               | Победа    | [ 194 ]         |
| Asia Artist Awards               | 2022 | DCM Награда за популярность – Актёр                        | Ким Сонхо                               | Победа    | [ 195 ]         |
| Asia Artist Awards               | 2022 | Idol Plus Награда за популярность – Актёр                  | Ким Сонхо                               | Победа    | [ 196 ]         |
| Asia Artist Awards               | 2023 | Знаменитость Азии – Актёр                                  | Ким Сонхо                               | Победа    | [ 197 ]         |
| Asia Artist Awards               | 2023 | Лучший артист – Актёр                                      | Ким Сонхо                               | Победа    | [ 198 ]         |
| Asia Artist Awards               | 2023 | Idol Plus Награда за популярность – Актёр                  | Ким Сонхо                               | Номинация | [ 199 ]         |
| Asia Model Awards                | 2020 | Model Star Award                                           | Ким Сонхо                               | Победа    | [ 201 ]         |
| Премия «Пэксан»                  | 2021 | Лучшая мужская роль второго плана — телевидение            | Стартап                                 | Номинация | [ 202 ]         |
| Премия «Пэксан»                  | 2021 | Наиболее популярный актёр                                  | Ким Сонхо                               | Победа    | [ 203 ]         |
| Премия «Пэксан»                  | 2024 | Лучший новый актёр — кино                                  | Наследник                               | Номинация | [ 204 ]         |
| Премия «Пэксан»                  | 2024 | Наиболее популярный актёр                                  | Ким Сонхо                               | Номинация | [ 205 ] [ 206 ] |
| Brand Customer Loyalty Awards    | 2021 | Trend Icon – Актёр                                         | Ким Сонхо                               | Победа    | [ 208 ]         |
| Brand Customer Loyalty Awards    | 2021 | Male Multitainer                                           | Ким Сонхо                               | Победа    | [ 208 ]         |
| Кинопремия «Голубой дракон»      | 2023 | Лучший новый актёр                                         | Наследник                               | Номинация | [ 209 ]         |
| Кинопремия «Голубой дракон»      | 2023 | Популярная звезда                                          | Наследник                               | Победа    | [ 210 ]         |
| Buil Film Awards                 | 2023 | Лучший новый актёр                                         | Наследник                               | Победа    | [ 211 ]         |
| Buil Film Awards                 | 2023 | Популярная звезда                                          | Наследник                               | Номинация | [ 212 ]         |
| KBS Drama Awards                 | 2017 | Лучший новый актёр                                         | Самый сильный курьер и Хороший менеджер | Номинация | [ 213 ]         |
| KBS Entertainment Awards         | 2020 | Новичок – Развлекательное шоу                              | 2 дня и 1 ночь Сезон 4                  | Победа    | [ 214 ]         |
| Korea Broadcasting Awards        | 2021 | Награда за популярность – Артист эстрады                   | 2 дня и 1 ночь Сезон 4                  | Победа    | [ 215 ]         |
| Кинопремия «Большой колокол»     | 2023 | Лучший новый актёр                                         | Наследник                               | Победа    | [ 216 ]         |
| Interpark Golden Ticket Awards   | 2023 | Лучшая мужская роль в пьесе                                | Прикосновение к Пустоте                 | Номинация | [ 217 ]         |
| MBC Drama Awards                 | 2017 | Выдающиеся достижения — актёр в дораме понедельник-вторник | Два копа                                | Победа    | [ 218 ]         |
| MBC Drama Awards                 | 2017 | Лучший новый актёр                                         | Два копа                                | Победа    | [ 218 ]         |
| MBC Drama Awards                 | 2017 | Лучший комический персонаж                                 | Два копа                                | Номинация | [ 219 ]         |
| OBS Hot Icon Awards              | 2022 | 2022 Hot Icon Award 'Proven Trend'                         | Ким Сонхо                               | Победа    | [ 221 ]         |
| Seoul International Drama Awards | 2021 | Персонаж года                                              | Хан Чжи-Пхен «Стартап»                  | Победа    | [ 222 ]         |
| Seoul International Drama Awards | 2022 | Выдающийся корейский актер                                 | Приморская деревня Ча-ча-ча             | Победа    | [ 223 ] [ 224 ] |

### Списки
| Издатель          | Год  | Список                                                                    | Место        | Ист.    |
| ----------------- | ---- | ------------------------------------------------------------------------- | ------------ | ------- |
| Allure            | 2016 | Восходящие звезды, новые лица на сцене                                    | В шорт-листе | [ 30 ]  |
| Cine21            | 2020 | Новые актеры, на которых стоит обратить внимание в 2021 году              | 3-е          | [ 225 ] |
| Cine21            | 2021 | Новые актеры, на которых стоит обратить внимание в 2022 году              | 5-е          | [ 226 ] |
| Cine21            | 2021 | Актеры, на которых стоит обратить внимание в 2022 году                    | 6-е          | [ 226 ] |
| Forbes            | 2021 | Korea Power Celebrity 40                                                  | 31-е         | [ 227 ] |
| Joy News 24       | 2021 | Лучший актер года                                                         | 4-е          | [ 228 ] |
| Joy News 24       | 2023 | Восходящая звезда, киноактер года                                         | 5th          | [ 229 ] |
| Moviewalker Press | 2024 | 10 корейских актеров, которых рекомендовали сценаристы фильма в 2024 году | ТОП-10       | [ 230 ] |
| Sports Donga      | 2018 | Звезда, которая засияет в 2018 году (актер)                               | В шорт-листе | [ 231 ] |